# Tratado de Paris (14 de agosto de 1879)
O Tratado de París, assinado na capital francesa em 14 de agosto de 1879, foi um acordo de paz, amizade entre o Reino de Espanha e a República do Peru pelo qual a Espanha reconhecia a independência peruana e estabeleciam-se relações diplomáticas entre ambos países após as divergências que provocaram a guerra hispano–sul-americana (1865-1866).

## Historia
Depois do armistício de 11 de abril de 1871 com o governo de Amadeo I de Saboya, o governo peruano do presidente José Balta, decidiu autorizar em 1872 a negociação com a Espanha, que foram revogadas por Manuel Pardo y Lavalle.
Com o inicio da Guerra do Pacífico (1879-83), que opôs o Chile com o Peru e a Bolívia, Mariano Ignacio Prado Ochoa retomou as negociações com a Bolívia, o que levou à assinatura de tratados definitivos com os dois países. A paz com o Peru foi assinada em 14 de agosto de 1879 e a paz com a Bolívia no dia 21.
Do lado peruano foi assinado pelo diplomata Juan Mariano de Goyeneche como enviado extraordinário e ministro plenipotenciário, e do lado espanhol por Mariano Roca de Togores, Marquês de Molíns, embaixador espanhol na França.

## O tratado
O tratado de paz e amizade estabelecia o “esquecimento do passado” e uma amizade permanente entre os dois países (art. 1.º), a nomeação de representantes diplomáticos (art. 2.º), o compromisso de regular o comércio, a navegação, os direitos civis dos estrangeiros e extradições (art. 3.º) e, até que estas fossem concluídas, seria concedido tratamento de nação mais favorecida (art. 4.º).